# Kāhili

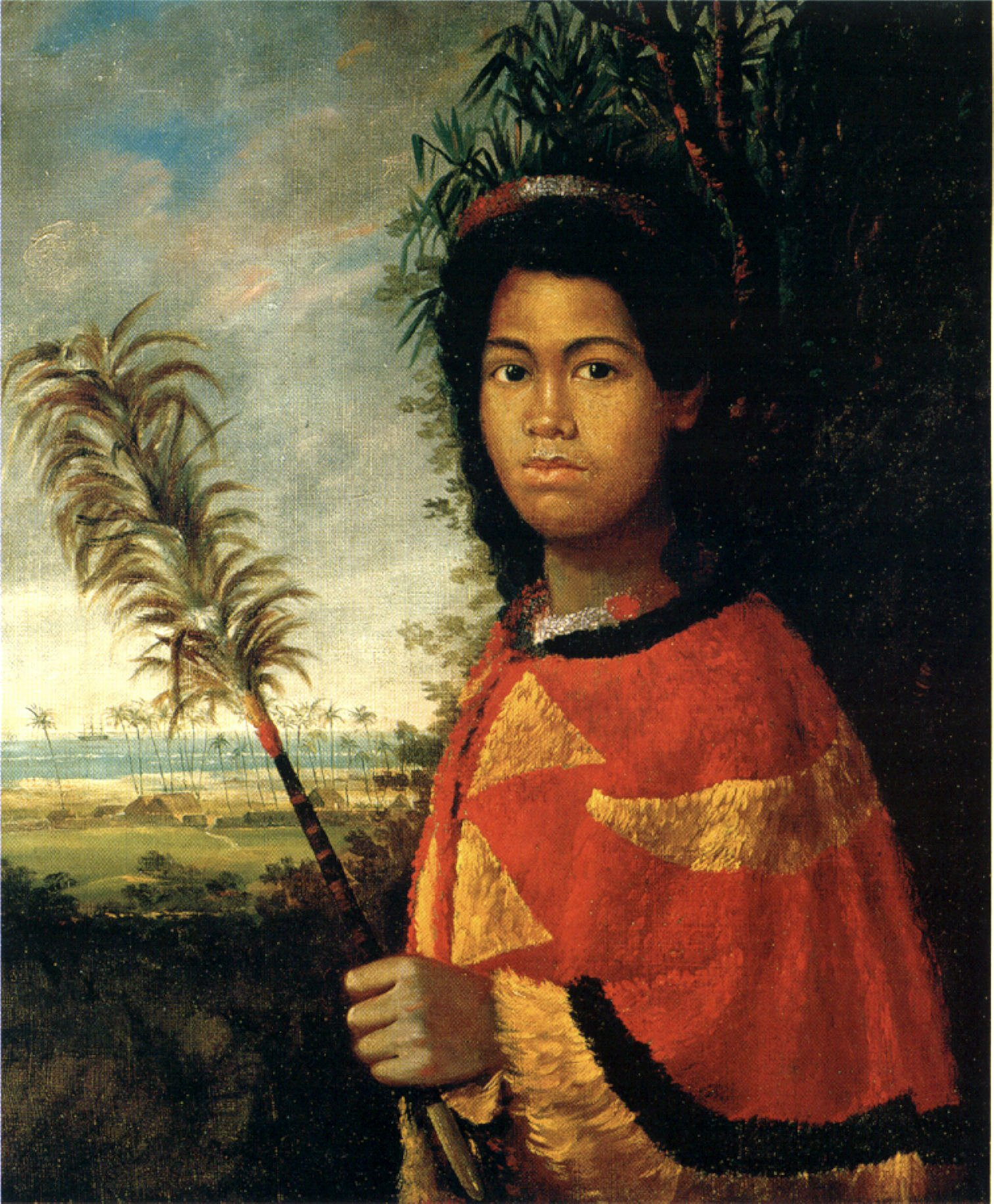
Peinture de 1825 de Robert Dampier représentant la princesse Nāhiʻenaʻena tenant un kāhili.

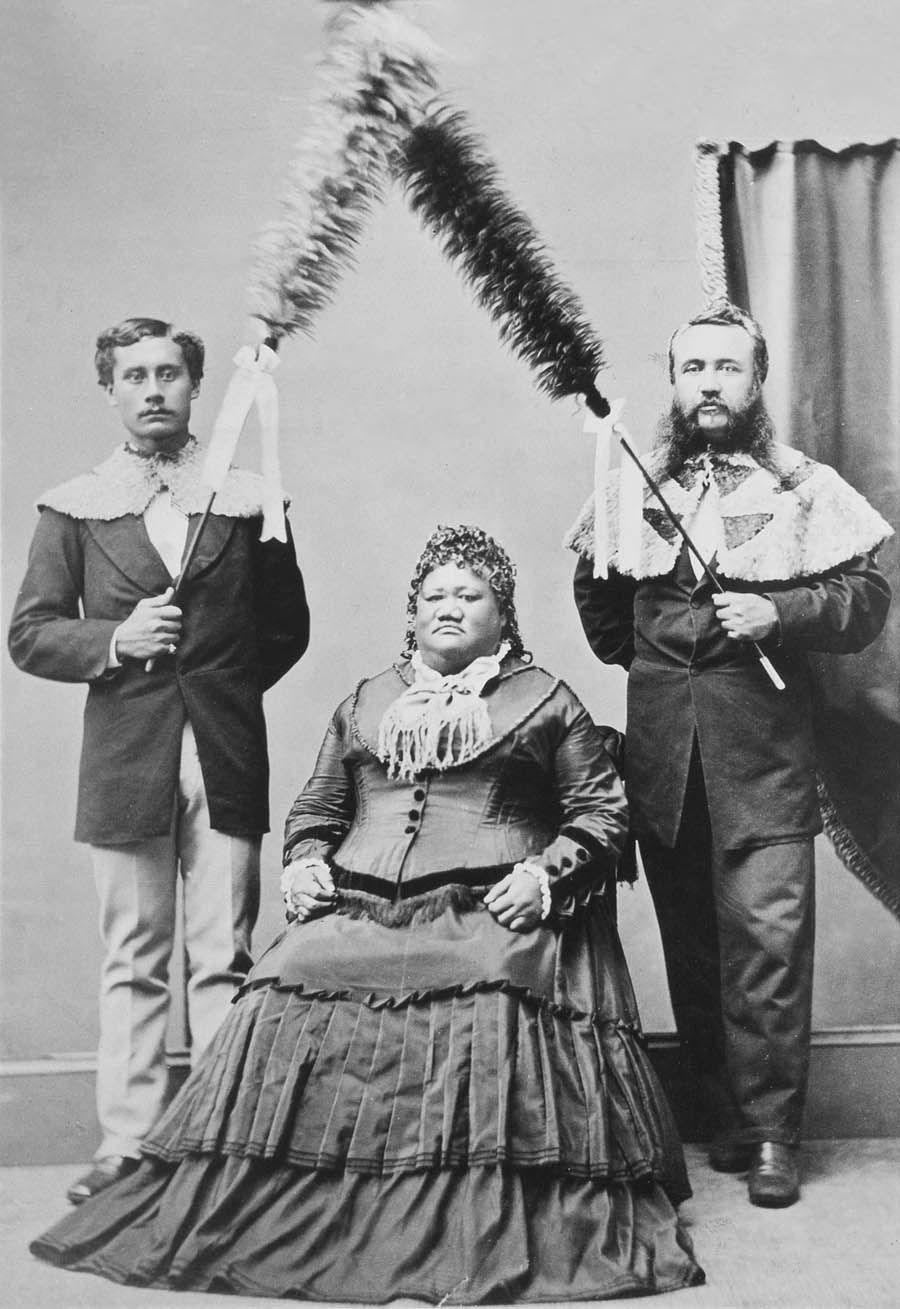
John Adams Cummins et Samuel Parker, deux notables du royaume d'Hawaï, encadrant la princesse Keelikōlani en tant que paʻa-kāhili vers 1870.

Un kāhili est un sceptre du royaume d'Hawaï. La hampe est constituée d'un os long d'un aliʻi ennemi vaincu et le plumeau de plumes d'oiseaux de proie,. Le paʻa-kāhili est le titre de celui qui transporte et arbore le kāhili à côté de son souverain.

## Symbolique et protocole
Le kāhili est le symbole de la royauté à Hawaï,. Il représente le pouvoir divin actif dans sa forme destructive. Dans le protocole, il est toujours placé au-dessus de la tête du souverain. Chaque kāhili est unique si bien qu'ils reçoivent tous un nom qui leur est propre. Son lien puissant avec son souverain permet même de le représenter lorsque celui-ci est absent. Seul un aliʻi peut détenir un kāhili.
L'incorporation d'un os d'un aliʻi vaincu permet peut-être de faire le lien entre le nouveau souverain et la nouvelle terre gagnée en rappelant la légitimité de la conquête.
Outre son usage symbolique, un kāhili peut être utilisé lors de rituels de sorcellerie voire dans certains cas de crever les yeux des ennemis vaincus.

## Histoire
Les premiers contacts européens avec des kāhili se font en 1825 lorsque James Cook en récupère sept parmi de nombreux autres objets polynésiens et que le peintre Robert Dampier réalise un portrait de la princesse Nāhiʻenaʻena tenant un kāhili.
Fondé en 1889, le muséum Bishop à Honolulu possède une kāhili room regroupant une importante collection de ces sceptres et de portraits de souverains.